# Campeonato de España de Bádminton

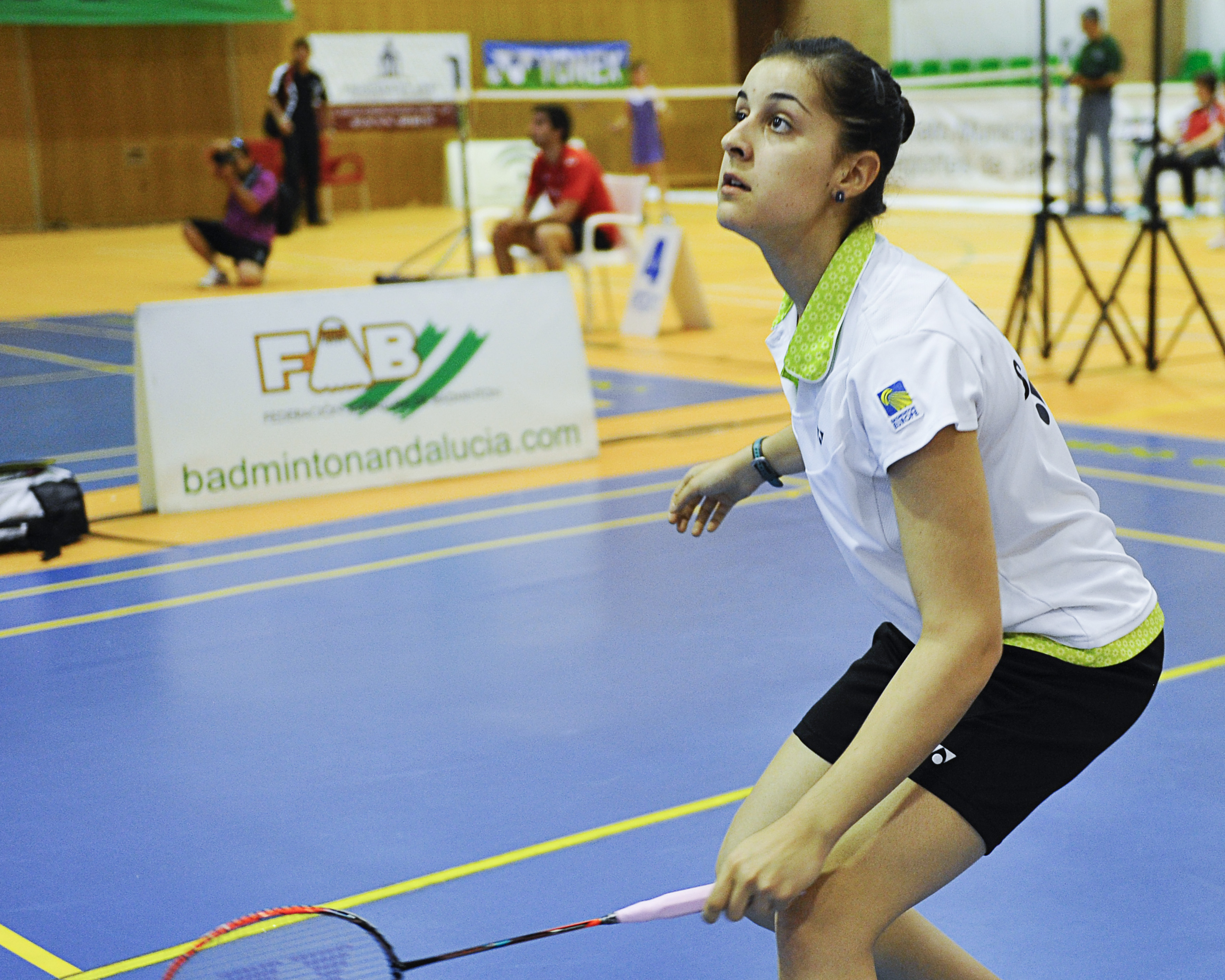
Carolina Marín, ganadora del campeonato de España en Batminton en 2009, 2010, 2011, 2012, 2013 y 2014

El campeonato de España absoluto de bádminton es la máxima competición a nivel nacional de este deporte en España.

## Historia
Se instauró en 1982, y su primera edición se celebró en Valladolid.
Entre los muchos campeones que ha tenido este país, cabe destacar a Pablo Abián en individual masculino, que se ha proclamado campeón de España en diecisiete ocasiones, de las cuales, dos veces han sido ocho de forma consecutiva. En individual femenino Dolores Marco ha logrado 9 campeonatos de España entre 1995 y 2006. En el cómputo histórico es Pablo Abián quien ostenta el récord absoluto con 26 títulos.

## Campeones
| Año  | Sede                  | Individual masculino | Individual femenino      | Dobles masculino                     | Dobles femenino                             | Dobles mixtos                            |
| ---- | --------------------- | -------------------- | ------------------------ | ------------------------------------ | ------------------------------------------- | ---------------------------------------- |
| 1982 | Valladolid            | José Luis Carballido | Margarita Miguélez       | Pedro Blach Fernando Delgado         | Margarita Miguélez Aída Rodríguez Carballal | Pedro Blach Loli Alonso                  |
| 1983 | Madrid                | Pedro Blach          | Margarita Miguélez       | José Luis Manivesa José Matos        | Margarita Miguélez Aída Rodríguez Carballal | Pedro Blach Rosa Pérez                   |
| 1984 | Málaga                | Enrique Ruiz         | Margarita Miguélez       | Carlos González José Ángel Bastos    | Margarita Miguélez Aída Rodríguez Carballal | Pedro Blach Rosa Pérez                   |
| 1985 | Salamanca             | José Luis Carballido | Margarita Miguélez       | Pedro Blach Enrique Lago             | Loli Alonso María Jesús Rodríguez           | Pedro Blach María Jesús Rodríguez        |
| 1986 | Murcia                | Enrique Ruiz         | Margarita Míguélez       | Pedro Blach Enrique Lago             | Margarita Miguélez Mari Carmen Filgueiras   | Enrique Lago María Carmen Costas         |
| 1987 | Sabiñánigo            | Juan Amaro           | María Gómez              | Javier Vidal Ángel Fernández         | Aída Rodríguez Carballal María Gómez        | Pedro Blach María Jesús Rodríguez        |
| 1988 | La Coruña             | Enrique Ruiz         | Aída Rodríguez Carballal | Miguel Serrano Bernardo Galmes       | Aída Rodríguez Carballal María Gómez        | Ángel Fernández Aída Rodríguez Carballal |
| 1989 | Vigo                  | Enrique Lago         | Leonor Gallardo          | Igor Khattry Bernardo Galmes         | Aída Rodríguez Carballal Marta Otero        | Ángel Fernández Aída Rodríguez Carballal |
| 1990 | Gijón                 | David Serrano        | Cristina González        | José María Otero Ángel Fernández     | Cristina González Esther Sanz               | David Serrano Cristina González          |
| 1991 | Huesca                | David Serrano        | Cristina González        | José María Otero Ángel Fernández     | Dolores Marco Lidia Pomares                 | David Serrano Esther Sanz                |
| 1992 | Palma del Río         | David Serrano        | Esther Sanz              | Arturo Ruiz Ernesto García           | Cristina González Mónica González           | David Serrano Esther Sanz                |
| 1993 | Alicante              | David Serrano        | Ana Anaya                | Arturo Ruiz Ernesto García           | Mónica González Ana Anaya                   | David Serrano Esther Sanz                |
| 1994 | Benalmádena           | David Serrano        | Esther Sanz              | Arturo Ruiz Ernesto García           | Dolores Marco Lidia Pomares                 | David Serrano Esther Sanz                |
| 1995 | Granada               | David Serrano        | Dolores Marco            | Arturo Ruiz Ernesto García           | Dolores Marco María Torres                  | Arturo Ruiz Dolores Marco                |
| 1996 | Murcia                | David Serrano        | Dolores Marco            | Arturo Ruiz Ernesto García           | Dolores Marco María Torres                  | David Serrano Esther Sanz                |
| 1997 | Valencia              | Arturo Ruiz          | Dolores Marco            | Arturo Ruiz Ernesto García           | María Torres Patricia Pérez                 | Sergio Llopis Ana Ferrer                 |
| 1998 | Estepa                | Sergio Llopis        | Dolores Marco            | Arturo Ruiz Ernesto García           | Mercedes Cuenca Ana Ferrer                  | Sergio Llopis Ana Ferrer                 |
| 1999 | La Rinconada          | Arturo Ruiz          | Dolores Marco            | Arturo Ruiz Ernesto García           | Dolores Marco Lucía Tavera                  | Sergio Llopis Ana Ferrer                 |
| 2000 | Mijas                 | Arturo Ruiz          | Dolores Marco            | Arturo Ruiz Ernesto García           | Dolores Marco Lucía Tavera                  | Sergio Llopis Dolores Cuenca             |
| 2001 | Almería               | José Antonio Crespo  | Dolores Marco            | Arturo Ruiz Ernesto García           | Dolores Marco Lucía Tavera                  | Sergio Llopis Dolores Cuenca             |
| 2002 | Santa Eulalia del Río | José Antonio Crespo  | Dolores Marco            | José Antonio Crespo Sergio Llopis    | Dolores Marco Ana Ferrer                    | José Antonio Crespo Dolores Marco        |
| 2003 | Manises               | Sergio Llopis        | Dolores Marco            | José Antonio Crespo Sergio Llopis    | Dolores Marco Ana Ferrer                    | José Antonio Crespo Dolores Marco        |
| 2004 | La Coruña             | Arturo Ruiz          | Yoana Martínez           | Carlos Longo Rafael Fernández        | Lucía Tavera Yoana Martínez                 | Pablo Abián Patricia Pérez               |
| 2005 | Gijón                 | Sergio Llopis        | Lucía Tavera             | Nicolás Escartín José Antonio Crespo | Patricia Pérez Silvia Riera                 | Sergio Llopis Dolores Marco              |
| 2006 | Zaragoza              | José Antonio Crespo  | Dolores Marco            | Nicolás Escartín José Antonio Crespo | Ana Ferrer Yoana Martínez                   | Sergio Llopis Dolores Marco              |
| 2007 | Alicante              | Pablo Abián          | Lucía Tavera             | José Antonio Crespo Nicolás Escartín | Anabel Cháfer Inmaculada Aparicio           | Sergio Llopis Dolores Marco              |
| 2008 | Ibiza                 | Pablo Abián          | Yoana Martínez           | Nicolás Escartín José Antonio Crespo | Noelia Jiménez Paula Rodríguez              | Eliezer Ojeda Paula Rodríguez            |
| 2009 | Alicante              | Pablo Abián          | Carolina Marín           | Eliezer Ojeda David Leal             | Carolina Marín Ana María Martín             | Carlos Longo Haideé Ojeda                |
| 2010 | Huelva                | Pablo Abián          | Carolina Marín           | Pablo Abián Javier Abián             | Carolina Marín Ana María Martín             | Carlos Longo Haideé Ojeda                |
| 2011 | Torrejón de Ardoz     | Pablo Abián          | Carolina Marín           | Rafael Fernández Sergio Llopis       | Noelia Jiménez Paula Rodríguez              | Ernesto Velázquez Yoana Martínez         |
| 2012 | Huesca                | Pablo Abián          | Carolina Marín           | Pablo Abián Javier Abián             | Blanca Ibeas Laia Oset                      | Ernesto Velázquez Haideé Ojeda           |
| 2013 | La Estrada            | Pablo Abián          | Carolina Marín           | Pablo Abián Javier Abián             | Laura Molina Haideé Ojeda                   | Ernesto Velázquez Haideé Ojeda           |
| 2014 | Jaén                  | Pablo Abián          | Carolina Marín           | Pablo Abián Javier Abián             | Noelia Jiménez Laia Oset                    | Alejandro Toro Manuela Díaz              |
| 2015 | Puenteareas           | Blai Ramírez         | Sandra Chirlaque         | Vicent Martínez Eliezer Ojeda        | Laura Molina Haideé Ojeda                   | Alberto Zapico Haideé Ojeda              |
| 2016 | Santander             | Pablo Abián          | Beatriz Corrales         | Javier Suárez Alberto Zapico         | Noelia Jiménez Blanca Ibeas                 | Eliezer Ojeda Noelia Jiménez             |
| 2017 | Ronda                 | Pablo Abián          | Clara Azurmendi          | Pablo Abián Javier Abián             | Laura Molina Haideé Ojeda                   | Alejandro Toro Ana Peñas                 |
| 2018 | Oviedo                | Pablo Abián          | Sara Peñalver            | Pablo Abián Javier Abián             | Laura Molina Haideé Ojeda                   | Alberto Zapico Lorena Uslé               |
| 2019 | Pontevedra            | Pablo Abián          | Clara Azurmendi          | Pablo Abián Javier Abián             | Laura Molina Haideé Ojeda                   | Alberto Zapico Lorena Uslé               |
| 2020 | Huelva                | Pablo Abián          | Manuela Díaz             | Jaume Pérez Javier Sánchez           | Laura Molina Haideé Ojeda                   | Alberto Zapico Lorena Uslé               |
| 2021 | Cartagena             | Pablo Abián          | Clara Azurmendi          | Pablo Abián Javier Abián             | Clara Azurmendi Beatriz Corrales            | Alberto Zapico Lorena Uslé               |
| 2022 | Madrid                | Pablo Abián          | Cristina Teruel          | Joan Monroy Carlos Piris             | Nerea Ivorra Claudia Leal                   | Jaume Pérez Claudia Leal                 |
| 2023 | Sevilla               | Pablo Abián          | Clara Azurmendi          | Rubén García Carlos Piris            | Beatriz Corrales Paula López                | Rubén García Lucía Rodríguez             |
| 2024 | Cartagena             | Álvaro Leal          | Ania Setién              | Rubén García Carlos Piris            | Paula López Lucía Rodríguez                 | Rubén García Lucía Rodríguez             |
| 2025 | Talavera de la Reina  | Pablo Abián          | Clara Azurmendi          | Rubén García Carlos Piris            | Clara Azurmendi Lucía Rodríguez             | Rubén García Lucía Rodríguez             |

## Jugadores con más títulos
A continuación se muestra una lista con los jugadores que han conseguido al menos 5 títulos en los campeonatos de España de bádminton (en negrita, jugadores en activo):
| Nombre                   | IM | IF | DM | DF | DX | Total |
| ------------------------ | -- | -- | -- | -- | -- | ----- |
| Pablo Abián              | 17 |    | 8  |    | 1  | 26    |
| Dolores Marco            |    | 10 |    | 9  | 6  | 25    |
| Arturo Ruiz              | 4  |    | 10 |    | 1  | 15    |
| Sergio Llopis            | 3  |    | 3  |    | 8  | 14    |
| David Serrano            | 7  |    |    |    | 6  | 13    |
| Haideé Ojeda             |    |    |    | 6  | 5  | 11    |
| José Antonio Crespo      | 3  |    | 6  |    | 2  | 11    |
| Ernesto García           |    |    | 10 |    |    | 10    |
| Aída Rodríguez Carballal |    | 1  |    | 6  | 2  | 9     |
| Pedro Blach              | 1  |    | 3  |    | 5  | 9     |
| Margarita Miguélez       |    | 5  |    | 4  |    | 9     |
| Esther Sanz              |    | 2  |    | 1  | 5  | 8     |
| Carolina Marín           |    | 6  |    | 2  |    | 8     |
| Javier Abián             |    |    | 8  |    |    | 8     |
| Clara Azurmendi          |    | 5  |    | 2  |    | 7     |
| Ana Ferrer               |    |    |    | 4  | 3  | 7     |
| Rubén García             |    |    | 3  |    | 3  | 6     |
| Lucía Tavera             |    | 2  |    | 4  |    | 6     |
| Laura Molina             |    |    |    | 6  |    | 6     |
| Alberto Zapico           |    |    | 1  |    | 5  | 6     |
| Yoana Martínez           |    | 2  |    | 2  | 1  | 5     |
| Cristina González        |    | 2  |    | 2  | 1  | 5     |
| Ángel Fernández          |    |    | 3  |    | 2  | 5     |
| Noelia Jiménez           |    |    |    | 4  | 1  | 5     |
| Lucía Rodríguez          |    |    |    | 2  | 3  | 5     |